# Natação no Campeonato Europeu de Esportes Aquáticos de 2018 - 1500 m livre feminino
A prova dos 1500 metros livre feminino da natação no Campeonato Europeu de Esportes Aquáticos de 2018 ocorreu nos dias 6 e 7 de agosto no Tollcross International Swimming Centre, em Glasgow no Reino Unido. 

## Calendário
| Fase          | Data        | Hora  |
| ------------- | ----------- | ----- |
| Eliminatórias | 6 de agosto | 10:48 |
| Final         | 7 de agosto | 16:30 |

Todos os horários estão no horário local (UTC+0)

## Recordes
Antes desta competição, os recordes eram os seguintes:
|                       | Nadadora       | Tempo    | Local        | Data                |
| --------------------- | -------------- | -------- | ------------ | ------------------- |
| Recorde mundial       | Katie Ledecky  | 15:20.48 | Indianápolis | 16 de maio de 2018  |
| Recorde europeu       | Lotte Friis    | 15:38.88 | Barcelona    | 30 de julho de 2013 |
| Recorde do campeonato | Boglárka Kapás | 15:50.22 | Londres      | 21 de maio de 2016  |

## Medalhistas
| Ouro                    | Prata              | Bronze            |
| Simona Quadarella (ITA) | Sarah Köhler (GER) | Ajna Késely (HUN) |

## Resultados

### Eliminatórias
Esses foram os resultados das eliminatórias. 
| Pos. | Bateria | Raia | Nadadora          | Nacionalidade | Tempo    | Notas |
| ---- | ------- | ---- | ----------------- | ------------- | -------- | ----- |
| 1    | 2       | 4    | Simona Quadarella | Itália        | 16:05.33 | Q     |
| 2    | 1       | 4    | Sarah Köhler      | Alemanha      | 16:06.72 | Q     |
| 3    | 2       | 5    | Ajna Késely       | Hungria       | 16:19.14 | Q     |
| 4    | 1       | 5    | Julia Hassler     | Liechtenstein | 16:19.89 | Q     |
| 5    | 2       | 2    | Tjaša Oder        | Eslovênia     | 16:21.82 | Q     |
| 6    | 1       | 3    | Jimena Pérez      | Espanha       | 16:25.02 | Q     |
| 7    | 2       | 6    | Tamila Holub      | Portugal      | 16:25.29 | Q     |
| 8    | 1       | 6    | Celine Rieder     | Alemanha      | 16:27.79 | Q     |
| 9    | 2       | 3    | Diana Durães      | Portugal      | 16:36.03 |       |
| 10   | 2       | 1    | Helena Bach       | Dinamarca     | 16:48.05 |       |
| 11   | 1       | 2    | Marlene Kahler    | Áustria       | 16:49.10 |       |
| 12   | 1       | 7    | Maria Grandt      | Dinamarca     | 16:54.92 |       |
| 13   | 1       | 1    | Arianna Valloni   | San Marino    | 16:59.16 |       |
| 14   | 2       | 8    | Beril Böcekler    | Turquia       | 17:00.94 |       |
| 15   | 1       | 8    | Hanna Eriksson    | Suécia        | 17:25.11 |       |
| 16   | 2       | 7    | Katja Fain        | Eslovênia     | DNS      | DNS   |

### Final
Esse foi o resultado da final. 
| Pos.              | Raia | Nadadora          | Nacionalidade | Tempo    | Notas |
| ----------------- | ---- | ----------------- | ------------- | -------- | ----- |
| Medalha de ouro   | 4    | Simona Quadarella | Itália        | 15:51.61 |       |
| Medalha de prata  | 5    | Sarah Köhler      | Alemanha      | 15:57.85 |       |
| Medalha de bronze | 3    | Ajna Késely       | Hungria       | 16:03.22 |       |
| 4                 | 2    | Tjaša Oder        | Eslovênia     | 16:10.46 |       |
| 5                 | 6    | Julia Hassler     | Liechtenstein | 16:14.15 |       |
| 6                 | 7    | Jimena Pérez      | Espanha       | 16:16.41 |       |
| 7                 | 1    | Tamila Holub      | Portugal      | 16:26.82 |       |
| 8                 | 8    | Celine Rieder     | Alemanha      | 16:26.83 |       |

Legenda
| Recorde mundial       | Recorde mundial (World record)               |                       | Recorde africano                      | Recorde africano (African) |                                           | Q | Classificado por posição (Qualified) |
| Recorde do campeonato | Recorde do campeonato (Championship record)  | Recorde da América    | Recorde da América (Americas)         | q                          | Classificado por melhor tempo (Qualified) |   |                                      |
| Melhor marca do ano   | Melhor marca do ano (World leading)          | Recorde asiático      | Recorde asiático (Asian)              | DNS                        | Não largou (Did not start)                |   |                                      |
| Recorde nacional      | Recorde nacional (National record)           | Recorde europeu       | Recorde europeu (European)            | DNF                        | Não terminou (Did not finish)             |   |                                      |
| Recorde pessoal       | Recorde pessoal do atleta (Personal best)    | Recorde da Oceania    | Recorde da Oceania (Oceania)          | DSQ / DQ                   | Desclassificado (Disqualified)            |   |                                      |
| Recorde da temporada  | Recorde da temporada do atleta (Season best) | Recorde sul-americano | Recorde sul-americano (South America) | NM                         | Sem marca (No mark)                       |   |                                      |